# Mandalay (chat)
Pour les articles homonymes, voir Mandalay (homonymie).
Le mandalay est une race de chats originaire de Nouvelle-Zélande. Créée à partir d'un croisement entre burmese et chat de gouttière, la race présente un type morphologique similaire au burmese, avec des robes unies. Le mandalay est reconnu seulement par les fédérations d'Océanie : l'Australian Cat Federation, le Coordinating Cat Control Council of Australia et la New Zealand Cat Fancy.

## Standards
Le sommet de la tête est de forme arrondie, avec des oreilles bien espacées. Les pommettes sont larges. De profil, les oreilles sont légèrement inclinées vers l’avant. De taille moyenne, elles sont larges à la base et se termine en une forme arrondie. Le bord externe des oreilles constitue la limite externe de la face. Le nez présente un stop bien marqué, et le menton est bien marqué. Les yeux sont bien séparés, grands et brillants. Les couleurs admises sont le jaune et l'orange. Sur la paupière supérieure, l’œil est légèrement incliné vers le nez, tandis que la partie inférieure est de forme arrondie.
Le corps de taille moyenne est bien musclé, et ce chat est plus lourd que son apparence le laisse supposer. La poitrine est forte, de forme arrondie vue de profil. Le dos est bien droit. La queue est de taille moyenne, étroite à la base, elle rétrécit légèrement vers l'extrémité, arrondie. Les jambes sont minces en comparaison du corps. Les pieds sont petits et de forme ovale.
La fourrure est très courte et près du corps, fine et brillante, quasi sans sous-poil. Toutes les couleurs solides sont acceptées.